# 姜明佐
姜明佐（1999年6月3日—），河北秦皇岛人，中国女子足球运动员，国家一级运动员，抖音网红，司职后卫，效力于女乙联赛的山东理工女足，毕业于北京中医药大学。
双胞胎妹妹为姜明佑。

## 生平
2011年9月，入选中国足球学校和秦皇岛教育局、体育局合作招收的18名1999年龄段（即1999年、2000年出生）的女足学员。后就读于秦皇岛七中。中考特招进入秦皇岛一中。2014年，获得全国中学生足球锦标赛女子组季军。2015年，夺得全国中学生足球锦标赛冠军，决赛中，秦皇岛一中6比0击败郯城一中。2016年4月，代表中国打入世界中学生五人制足球锦标赛八强。2017年8月，夺得全国青少年校园足球联赛高中女子组冠军。同年，经高考高水平运动员特招进入北京中医药大学针灸推拿专业。2018年，获得首都大学生足球联赛女子甲A组冠军。2020年，在天津泰达女足中任队长，带领球队以女乙第五名的成绩晋级女甲。2022年夏，毕业于北京中医药大学针灸推拿专业，后曾从事于广告行业。2023年2月，经试训后加入大连人女足。2024年，加盟山东理工女足。

## 相关链接
其抖音账号——踢球的姜佐佐 （页面存档备份，存于）拥有44万关注者。